# Korona cierniowa

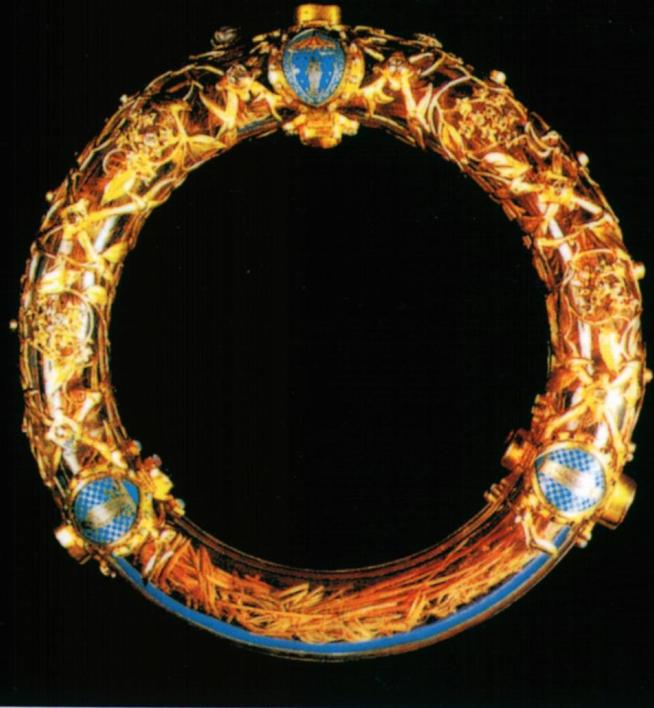
Relikwie korony cierniowej do 15 kwietnia 2019 roku znajdujące się w katedrze Notre-Dame w Paryżu

Korona cierniowa (łac. spinea corona, stgr. ἀκάνθινος στέφανος) – jeden z chrześcijańskich atrybutów-symboli męczeństwa Jezusa Chrystusa; w języku potocznym symbol cierpienia. Relikwie korony cierniowej, przechowywane w katedrze Notre-Dame w Paryżu, są obręczą o średnicy około 21 cm i mają formę splecionych uschniętych gałązek.

## Historia

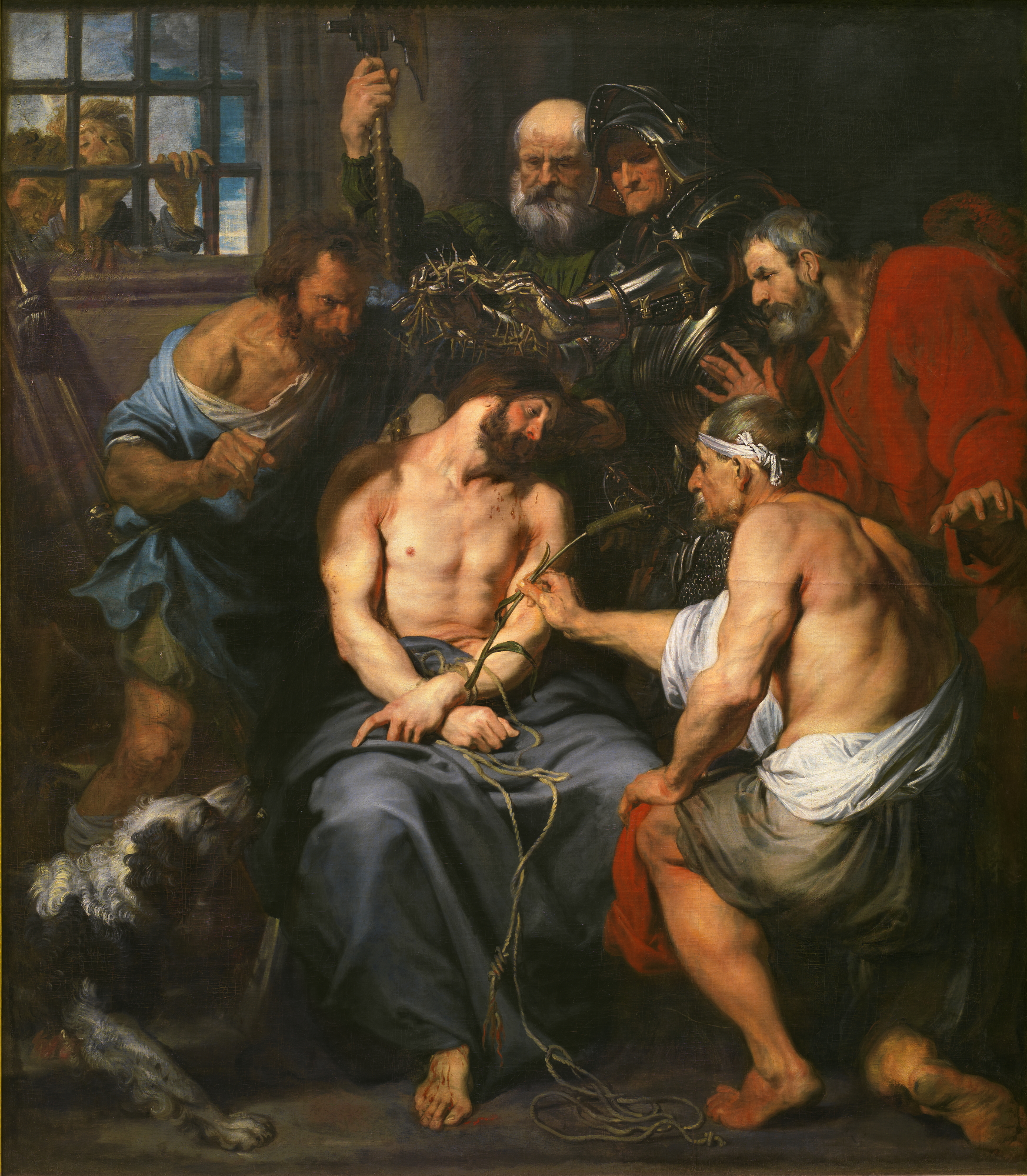
Cierniem koronowanie (obraz Antoona van Dycka), muzeum Prado

Według Biblii korona cierniowa upleciona została przez żołnierzy Poncjusza Piłata prawdopodobnie z rośliny Ziziphus spina-christi („a żołnierze upletli koronę z cierni i włożyli Mu ją na głowę” J 19,2) zaraz po wyroku, którym Jezus został skazany na chłostę. Korzystając z okazji, żołnierze założyli Jezusowi na głowę koronę cierniową, włożyli na niego szkarłatny płaszcz, do ręki dali mu trzcinę i podchodząc, naśmiewali się z niego, pluli nań i bili trzciną po głowie (por. J 19,1-3). Korona cierniowa towarzyszyła Jezusowi w drodze krzyżowej i w czasie śmierci. Według tradycyjnych przekazów po zdjęciu z krzyża korona została zabrana przez jednego ze świadków jego śmierci.
Według jednej z teorii, koronę odnalazła i zabezpieczyła cesarzowa Helena, matka Konstantyna Wielkiego. Większość naukowców jednak, powołując się na płynące ze źródeł sugestie, uważa, że po pogrzebie Chrystusa koronę miał zabrać jeden z uczniów obecnych przy złożeniu jego ciała do grobu, łamiąc jednocześnie żydowskie prawa - przepisy nakazywały bowiem grzebać ze skazanym na śmierć człowiekiem wszystkie przedmioty, które miały kontakt z jego krwią, ponieważ uważane były za nieczyste. Przyniesienie ich na powrót do miasta nie tylko uczyniłoby miasto nieczystym, ale i sugerować mogłoby, że ich posiadacz obrabował grób.
W Jerozolimie relikwia korony cierniowej czczona była w początkach V wieku według świadectwa biskupa Paulina z Noli. Wincenty z Lerynu (V w.), miała mieć formę pileusa. W 593 roku ciernie oglądał w Jerozolimie Grzegorz z Tours, na którym ogromne wrażenie wywarła zieleń i odradzająca się w cudowny sposób każdego dnia świeżość relikwii. Grzegorz dodaje też, że obręcz podtrzymującą cierniowe pnącza upleciono z sitowia. Według Antoniego z Piacenzy relikwia przechowywana była w kościele Apostołów na Syjonie.
W 1063 korona trafiła do Bizancjum. 18 sierpnia 1239 roku desperacko potrzebujący pieniędzy łaciński cesarz Konstantynopola Baldwin II de Courtenay oddał (za udzieloną mu pomoc finansową w wysokości 135 tysięcy liwrów) koronę cierniową królowi Francji Ludwikowi IX, który był w posiadaniu kolekcji relikwii. Po translacji korony do zamku paryskiego monarcha ten polecił zbudowanie dwupoziomowej kaplicy Sainte-Chapelle, służącej do przechowywania relikwii patronów Francji (dolna kaplica) i korony Chrystusowej (kaplica górna). Przez całe średniowiecze miała miejsce praktyka wyrywania z niej cierni i ich translacji do wielu miejsc (głównie kościoły i klasztory), a także umieszczano je wśród insygniów władzy. Do dziś są czczone w sanktuariach na całym świecie (m.in. Rzym, Piza, Praga; w Polsce w Zamościu, Miechowie, Boćkach i Miejskiej Górce). Stąd też korona w obecnym stanie jest pozbawiona cierni.
Podczas rewolucji francuskiej korona została przeniesiona do Biblioteki Narodowej. W momencie konkordatu (1801) została wraz z pozostałymi relikwiami przekazana arcybiskupowi Paryża i złożona 10 sierpnia 1806 w skarbcu katedry Notre Dame. Od tego czasu relikwie pozostają pod opieką kanoników Kapituły Bazyliki Metropolitańskiej i strzeżone są przez Rycerzy Świętego Grobu Bożego. W każdy pierwszy piątek miesiąca oraz każdy piątek Wielkiego Postu korona jest udostępniana wiernym podczas specjalnych ceremonii.
Podczas pożaru katedry Notre Dame 15 kwietnia 2019 korona była zagrożona zniszczeniem, jednak została uratowana.

## Badania naukowe
W 1870 roku Rohault de Fleury po raz pierwszy w historii tej relikwii poddał ją profesjonalnym badaniom. Ustalił, że wewnętrzna średnica grubej na 1,5 cm obręczy z sitowia wynosi 21 centymetrów. Jak stwierdził, podtrzymywała ona konstrukcję z cierni i była wciskana na głowę. W ten sposób o wiele mocniej raniła noszącego, niż korony znane z chrześcijańskiej ikonografii. Prawdopodobnie koronę wykonano na zasadzie doczepiania gałęzi cierni do splecionego okręgu (dlatego konieczny był sznur mocujący gałęzie). Taki sposób przedstawiania korony cierniowej jest jednak rzadki (zdaniem niektórych badaczy wskazówek na temat rzeczywistego wyglądu korony cierniowej założonej Jezusowi dostarcza Całun Turyński).
Botanicy, którzy zbadali paryską relikwię, stwierdzili, że obręcz korony o średnicy około 21 cm wykonana została z situ bałtyckiego (Juncus balticus), rosnącego we wschodnich rejonach Morza Śródziemnego. W obręczy z sitowia pozostały resztki wplecionych w nią 15 lub 16 gałązek, pochodzących z krzewu zwanego głożyną cierniem Chrystusa (Zizyphus spina-christi).
Znacznie trudniej przedstawia się sprawa identyfikacji cierni. Według obliczeń botaników czepiec musiał mieć 50 do 60 kolców. Tymczasem w roku 1870 francuski architekt Charles Rohault de Fleury obliczył, że w europejskich kościołach przechowywano 139 cierni czczonych jako element korony Chrystusowej. W swoim roboczym katalogu świętych cierni zapisał on, że dwa z nich znajdują się w Krakowie. J. Maillat i S. Maillat (badacze roślin biblijnych) tłumaczą to w ten sposób, że pomiędzy ciernie pochodzące z pędów Zizyphus spina-christi wplecione były pędy ciernistego i pospolicie w Palestynie występującego kolcowoju europejskiego. Do uplecenia korony cierniowej mogły być wykorzystane również kolczaste pędy krwiściągu ciernistego (Sarcopoterium spinosum).
W żadnym źródle historycznym nie ma wzmianki o koronach cierniowych nakładanych przed ukrzyżowaniem. Na płótnie Całunu Turyńskiego widać liczne wypływy krwi na czaszce. Zostały one spowodowane przebiciem naczyń krwionośnych na głowie przez kolce korony cierniowej. Chirurdzy naliczyli 13 ran na czole oraz 20 z tyłu głowy spowodowanych przez kolce cierni, ale przypuszczają, że mogło być ich około 50. Ponieważ pod skórą na głowie znajduje się sieć unerwienia i naczyń krwionośnych, korona cierniowa powodowała rozdzierający ból oraz obfite krwawienie. „Jeżeli weźmie się pod uwagę, że na skórze głowy na 1 cm² znajduje się 140 punktów wrażliwych na ból, to można sobie wyobrazić ogrom cierpienia Chrystusa w czasie tragicznej koronacji” – napisał L. Coppini, dyrektor Instytutu Anatomii Uniwersytetu Bolońskiego.

## Ikonografia

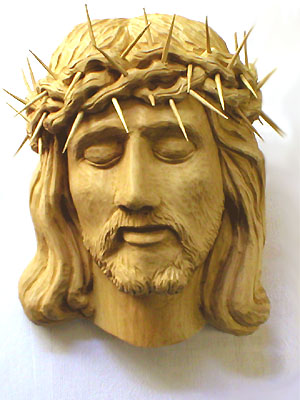

W ikonografii utarł się zwyczaj przedstawiania korony cierniowej jako wąskiego pasa splecionych gałęzi cierniowych na samym czole Jezusa. W rzeczywistości jednak korona miała formę mitry przykrywającej całą głowę, dodatkowo przewiązanej sznurem.
Korona cierniowa zaliczana jest do relikwii męki Pańskiej. Obok niej są nimi również m.in.: Święte gwoździe, Drzewo Krzyża Świętego, Całun Turyński, Kolumna biczowania, Święte Schody, Titulus Crucius oraz Włócznia Przeznaczenia.